# Școala de muzică „A. G. Rubinștein” din Ofatinți
Școala de muzică „A. G. Rubinștein” este o clădire amplasată în Ofatinți, Unitățile Administrativ-Teritoriale din Stînga Nistrului, Republica Moldova. Este un monument istoric de importanță națională inclus în Registrul monumentelor Republicii Moldova ocrotite de stat cu nr. 2025 (raionul Rîbnița). Datează din 1901.